# フランソワ・ヴィドック

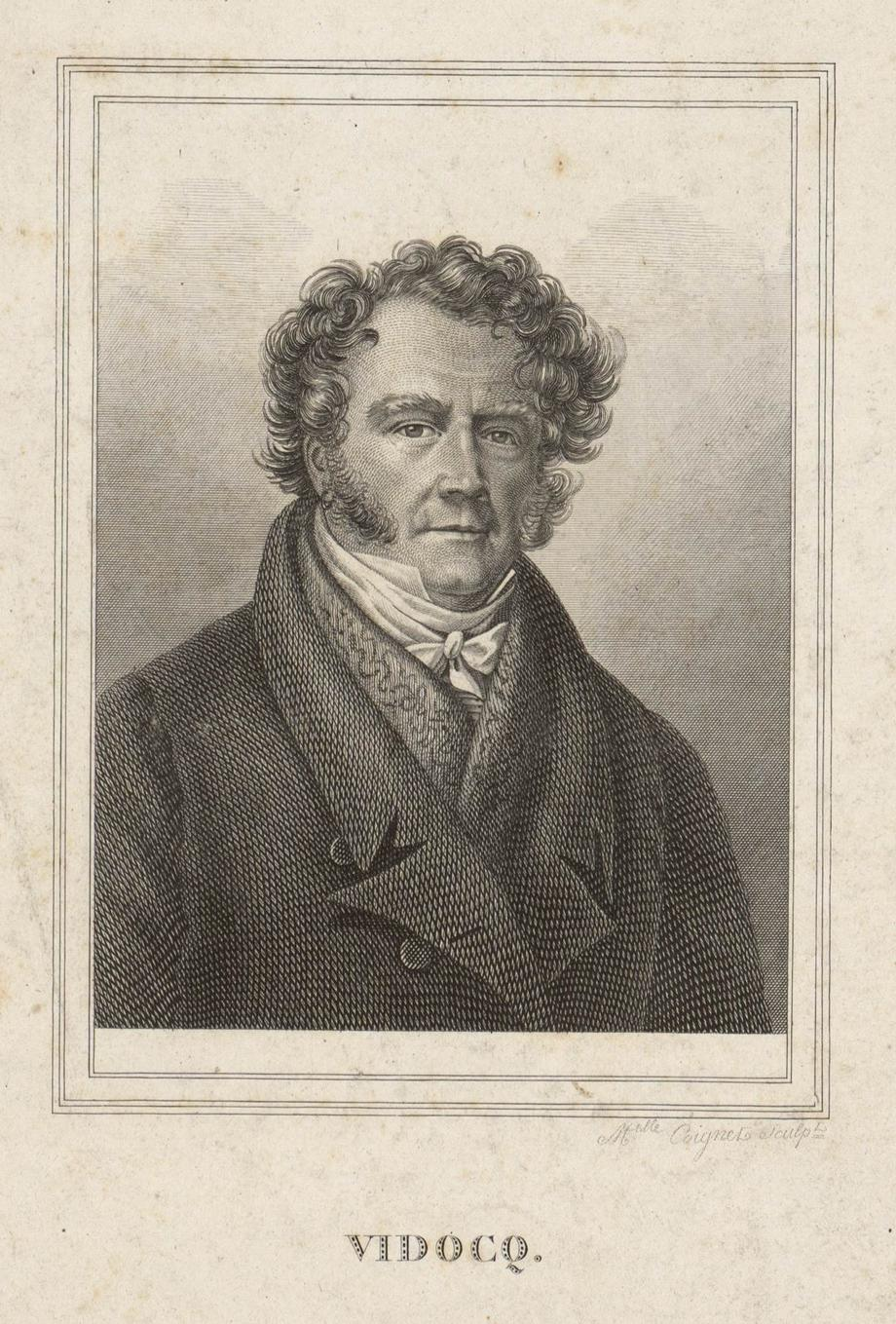
E-F・ヴィドック

ウジェーヌ=フランソワ・ヴィドック（Eugène François Vidocq、1775年7月23日 - 1857年5月11日）はフランスの犯罪者で、パリ警察の密偵となり、国家警察パリ地区犯罪捜査局を創設し初代局長となる。後に世界初の探偵になる。

## 概略
アラスで生まれる。（『ヴィドック回想録』≪Mémoires de Vidocq≫（1827年）によればアラスのロベスピエール家の隣家に生まれたという）
15歳頃までは何不自由なく成長し、16歳で歩兵連隊に入隊したが、軍隊生活に嫌気がさして5年後に除隊する。その際、除隊証明書を受けなかったため、脱走兵として逮捕され入獄する。入獄中に贋造紙幣犯の一味の濡れ衣を着せられ、ブレストの徒刑場で重労働刑に処せられた。それから10年は脱獄と逮捕を繰り返し多数の重罪犯人と知り合い、暗黒社会の裏表の情報・犯罪の手口を詳細に知り、脱獄と変装のプロとなる。出獄するとパリ警察の手先として、徒刑場で得た情報を売る密偵となる。この世界で数々の手柄を立て、ついには国家警察パリ地区犯罪捜査局を創設し初代局長となる。このフランソワの捜査局は、パリ警視庁の前身にあたる。
密告とスパイを常套手段とし、犯罪すれすれの摘発方法を用いて成功した。また、その一方で、入手した犯罪者と犯罪手口を分類して膨大なカードを作り、各地の警察に配備するという科学的捜査方法を確立した。後に捜査局を辞して個人事務所を開設し、世界初の探偵となったが、その利用者は3000人と記録されている。
著書に『ヴィドック回想録 Mémoires de Vidocq』（1827年）があり、その数奇な半生と異常な犯罪記録が探偵小説を創始したエドガー・アラン・ポー、エミール・ガボリオやアーサー・コナン・ドイルに与えた影響は大きい。また、オノレ・ド・バルザックの『ゴリオ爺さん』などに登場するヴォートランは、明らかに彼をモデルにしており（『ゴリオ爺さん』執筆の直前1834年4月にバルザックは彼と会っている）、ヴィクトル・ユーゴーの『レ・ミゼラブル』のジャン・ヴァルジャンとジャヴェールも彼から着想されたといわれる。

## フランソワが登場する作品
映画
ヴィドック
漫画
ノブナガン
ゲーム
アサシン クリード ユニティ